# Lideň
Lideň (německy Glieden) je malá vesnice v Krušných horách v okrese Chomutov. Nachází se asi osm kilometrů západně od Chomutova v nadmořské výšce okolo 670 metrů. Byla založena ve třináctém století a většinu své existence patřila k chomutovskému panství. Po zrušení poddanství se stala samostatnou obcí, kterou zůstala až do poloviny dvacátého století. Od roku 1989 je částí obce Málkov. V roce 2011 v Lidni žilo 37 obyvatel a roku 2016 v ní bylo evidováno 26 adres.

## Název
Název vesnice je odvozen z osobního jména Ľuden nebo Liden (zkráceně pravděpodobně Ľudislav nebo Ľudomír) ve významu Lidnův dvůr. V historických pramenech se jméno vesnice vyskytuje ve tvarech: Ludem (1281), Ludein (1359), Glidny (1571), Glyden (1629), Kliden (1629) nebo Glieden (1787). Německý tvar vznikl ze spojení k Lidni.

## Historie
První písemná zmínka o vesnici pochází z roku 1281 a nachází se v listině, kterou ji spolu s dalšími vesnicemi odkázal Chotěbor z Račic s manželkou řádu německých rytířů z chomutovské komendy. Na rozdíl od ostatních vesnic je s nedalekou Vysokou v listině uvedena českým názvem. Jednotlivé usedlosti obklopovaly náves a navazovala na ně radiální plužina. Vesnice zůstala součástí chomutovského panství až do konce šestnáctého století. Městské urbáře v ní v letech 1560 a 1563 uvádí osm poddaných. Podle chomutovského privilegia z roku 1571 museli kupovat pivo z vrchnostenského pivovaru, ale prodávat ho směli pouze při svatbách, křtech, posvíceních a církevních svátcích.
Roku 1623 koupil hasištejnské panství, jehož součástí tehdy Lideň byla, Jaroslav Bořita z Martinic. Po třicetileté válce je však jako majitel uváděn Otto z Trauburku, kterému patřilo panství Poláky. Berní rula z roku 1654 ve vsi zaznamenala osm chalupníků a jednoho obyvatele závislého na obci. Hlavním zdrojem obživy byl chov dobytka, ale pěstovalo se také žito a len, ze kterého se vyráběla příze. Tereziánský katastr vydaný v roce 1747 v Lidni uvádí deset hospodářství, ke kterým patřilo přes 216 strychů půdy. Kromě zemědělců tu žili také tři nádeníci a jeden tkadlec.
V roce 1779 byl u vesnice otevřen málo výnosný důl na železnou rudu, ale brzy zanikl. V díle Topographie des Königreiches Böhmen Jaroslava Schallera je však označen jako vydatný a provozovaný ještě na počátku devatenáctého století. V devatenáctém století ve vesnici dvakrát hořelo. Při požáru v roce 1835 shořely čtyři usedlosti s kaplí svatého Floriána a roku 1893 vyhořelo dokonce devět domů. V letech 1897–1898 byla postavena silnice z Celné. Obec ji financovala díky okresní podpoře ve výši pěti korun na jeden metr délky. Roku 1898 ve vesnici žilo osm rodin, jejichž obživou bylo zemědělství, tři domkáři s malými pozemky a tři řemeslníci: zedník, tesař a švec. K obci patřilo 222 hektarů pozemků a pošta byla denně donášena z Křimova. Děti chodily do školy ve Vysoké.
Po skončení druhé světové války vzniklo lesní družstvo, které sdružilo správu okolních lesů, ale roku 1954 přešlo do majetku podniku Státní lesy. V sedmdesátých letech dvacátého století bylo ve vesnici postaveno několik rekreačních chat. Na konci dvacátého století byla v rámci Programu obnovy vesnice opravena kaple znovuvysvěcená v roce 1999, zaveden místní rozhlas a zřízeno veřejné osvětlení.

## Přírodní poměry
Lideň leží ve stejnojmenném katastrálním území o rozloze 2,23 km² v Ústeckém kraji asi tři kilometry severozápadně od Málkova a osm kilometrů západně od Chomutova.
Katastrální území lze z geologického hlediska rozdělit do tří oblastí. Podél severní hranice a na severovýchodním úbočí Malé skály se vyskytují prekambrické dvojslídné a biotitické ruly. Většinu území tvoří předvaryské intruzivní horniny (metagranity, metagranodiority a ortoruly) a v jižní části se nacházejí metamorfované prekambrické spodnokorové a plášťové horniny. V geomorfologickém členění Česka leží v geomorfologickém celku Krušné hory a v podcelku Loučenská hornatina na rozhraní okrsků Přísečnická hornatina a Bolebořská vrchovina. Hranice mezi okrsky vede ve směru jihozápad–severovýchod od Vysoké k Lidni a déle k Nebovazům. Nejvyšším bodem území je vrch Malá skála (695 m) východně od vesnice, zatímco nejnižší bod je ve výšce okolo 510 metrů u silnice do Zelené. Samotná vesnice stojí ve výšce 655–680 metrů.
Z půd se vyskytují především kambizemě a podzoly na severozápadě a východně od vesnice. Velmi úzký pruh půdy podél západní hranice území u Vysoké patří mezi organosoly, konkrétně rašeliny. V území se nenachází žádné vodní plochy. Významnější vodním tokem je Hutná, která teče podél části severní hranice. Na jihozápadě hranici tvoří jedna ze zdrojnic Lideňského potoka, který se u Málkova vlévá do Podkrušnohorského přivaděče.

## Obyvatelstvo
Při sčítání lidu v roce 1921 zde žilo 67 obyvatel (z toho 31 mužů) německé národnosti, kteří byli členy římskokatolické církve. Podle sčítání lidu z roku 1930 měla vesnice 86 obyvatel německé národnosti, z nichž se všichni kromě jednoho evangelíka hlásili k římskokatolické církvi.
|           | 1869 | 1880 | 1890 | 1900 | 1910 | 1921 | 1930 | 1950 | 1961 | 1970 | 1980 | 1991 | 2001 | 2011 | 2021 |
| --------- | ---- | ---- | ---- | ---- | ---- | ---- | ---- | ---- | ---- | ---- | ---- | ---- | ---- | ---- | ---- |
| Obyvatelé | 117  | 96   | 86   | 79   | 70   | 67   | 86   | 51   | 30   | 2    | 1    | 2    | 4    | 37   | 19   |
| Domy      | 16   | 17   | 16   | 17   | 15   | 14   | 16   | 16   | 7    | 1    | 1    | 1    | 6    | 8    | 9    |

## Obecní správa

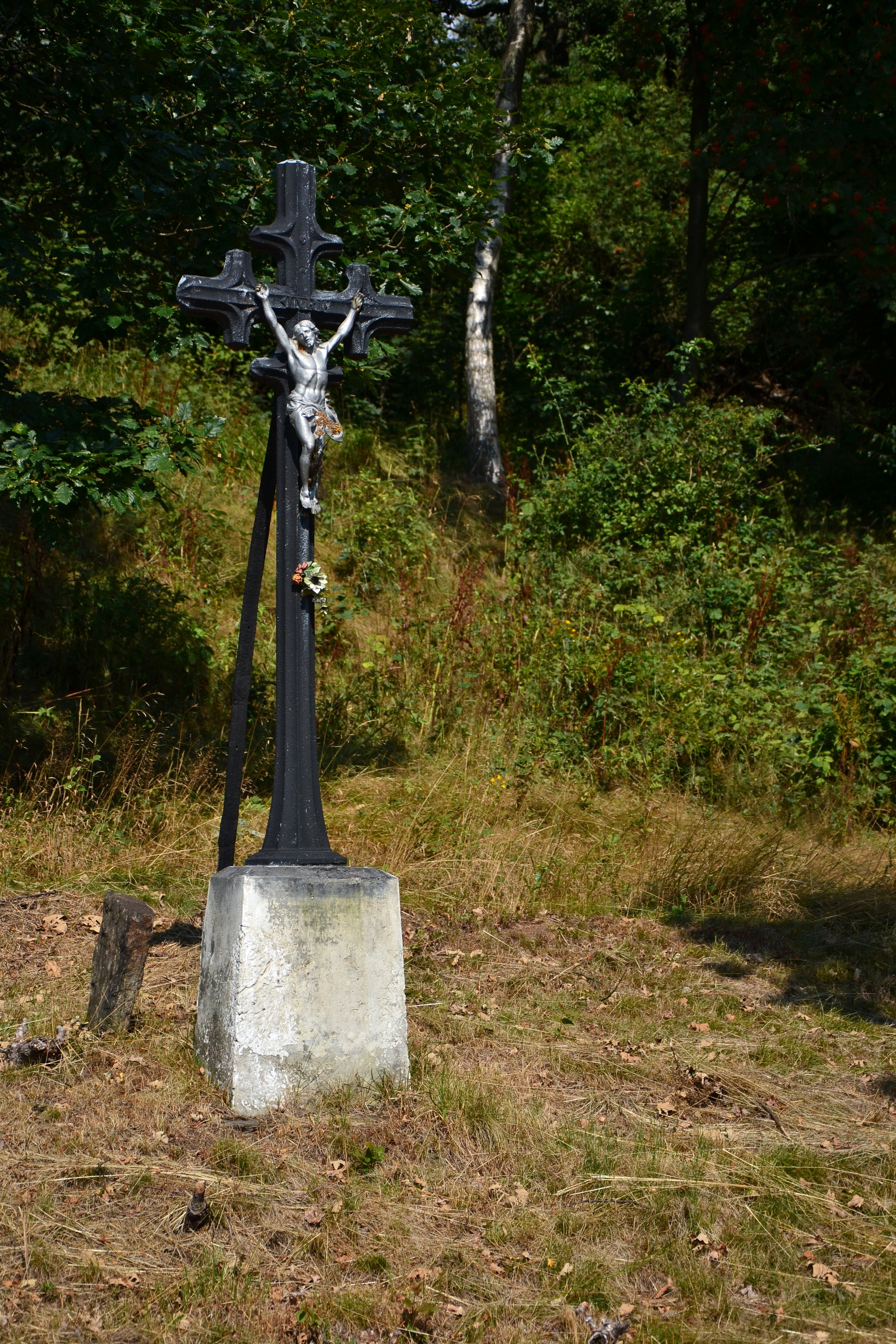
Kříž u silnice do Vysoké

Po zrušení poddanství se Lideň roku 1850 stala samostatnou obcí, kterou zůstala až do 1. ledna 1955, kdy byla připojena jako část obce k Vysoké. Od 1. července 1960 byla spolu s ní přičleněna k Místu a od 1. ledna 1989 k Málkovu. Starosty v devatenáctém století byli Karl Olbert (1848–1872), Wnzel Olbert, Bernard Görg, Bernard John a Karl Tautermann.
Při volbách do obecních zastupitelstev konaných 22. května 1938 v Lidni žilo 44 voličů. Volby však neproběhly, protože kandidátní listinu podala pouze Sudetoněmecká strana, která se tak automaticky stala vítězem voleb.

## Doprava
Celná leží na silnici třetí třídy číslo III/22321 ze Zelené do Celné. Ve vesnici není žádná zastávka linkové autobusové dopravy. Nejbližší se nachází 2,6 km daleko v Zelené. Nejbližší pravidelně obsluhovaná železniční zastávka je v Málkově na železniční trati Chomutov–Cheb. Vesnicí ani jejím blízkým okolím nevede žádná značená turistická trasa, ale po silnici je značena cyklotrasa č. 3080 z Vikletic do Celné.

## Pamětihodnosti
Ve středu vesnice stojí kaple svatého Floriána z roku 1840. Menší kaplička svatého Huberta, ve které bývala dřevěná socha Piety, se nachází východně od vsi u polní cesty do Strážek. Na západním okraji vesnice stojí u silnice do Vysoké kříž.